# Zespół Seckela
Zespół Seckela (ang. Seckel syndrome, bird-headed dwarfism) – bardzo rzadki zespół wad wrodzonych, charakteryzujący się wewnątrzmacicznym i pourodzeniowym zahamowaniem wzrostu, upośledzeniem umysłowym i charakterystyczną dysmorfią twarzy.

## Etiologia
Zespół Seckela jest w istocie heterogenną grupą chorób. Zidentyfikowano przynajmniej trzy loci genowe, mogące mieć związek z patogenezą choroby: SCKL1 (3q22-q24), SCKL2 (18p11.31-q11.2) i SCKL3 (14q21-q22). Przynajmniej w części przypadków typ dziedziczenia jest autosomalny recesywny.

## Objawy i przebieg
Na fenotyp zespołu Seckela składają się:
- ciężkie upośledzenie umysłowe (u ponad 50% pacjentów IQ wynosi mniej niż 50)
- achondroplazja
- mikrocefalia
- wnętrostwo
- dyslokacje kostne
- niezwykle duże oczy
- nisko osadzone uszy
- mały podbródek
- duży, "ptasi" nos.

## Historia
Opis zespołu przedstawił w 1960 roku Helmut Paul George Seckel, który oprócz dwóch przypadków z którymi zetknął się podczas swojej praktyki w Chicago, znalazł w piśmiennictwie opisy 13 innych dotkniętych chorobą pacjentów. Wśród nich była Caroline Crachami, znanej jako "Sycylijska wróżka", której szkielet wystawiany jest dziś w londyńskim Hunterian Museum of the Royal College. Wśród opisujących zespół przed Seckelem był między innymi Rudolf Virchow, który w dwóch pracach przedstawił pacjentkę z "ptasim wyglądem twarzy".